# Інґеті
Інґеті (груз. ინგეთი) — село в Грузії.
За даними перепису населення 2014 року в селі проживає 0 особа.